# Ramón María del Valle-Inclán
Ramón María del Valle-Inclán, właśc. Ramón Jose Simon del Valle y Peña (ur. 28 października 1866 w prowincji Pontevedra, zm. 5 stycznia 1936 w Santiago de Compostela) – hiszpański pisarz.

## Życiorys
Dorastał w Galicji, studiował prawo na uniwersytecie w Santago de Compostela, później po wyjeździe do Meksyku osiadł w Madrycie, gdzie stał się znany z powodu swojej barwnej osobowości. W 1888 debiutował krótkimi opowiadaniami zamieszczonymi w miejscowej prasie. W 1916 podczas I wojny światowej udał się na front, będąc korespondentem wojennym dziennika „El Imparcial” we Francji. Na początku tworzył pod wpływem modernistyczne] twórczości Rubéna Darío; napisał wówczas (w latach 1902–1905) powieściową tetralogię Sonatas (wydane w Polsce w 1925 jako Sonaty wiosenna i letnia). Był twórcą terminu „esperpento” („okropne, obrzydliwe osoby lub rzeczy”) na określenie techniki groteskowego zdeformowania obrazu świata realnego, którą stosował w swoich dramatach, m.in. Rogi pana Bagateli (pol. tłumaczenie ukazało się w 7. numerze pisma „Dialog” z 1969), sztuki Blaski cyganerii (Luces de bohemia, 1923; polskie tłumaczenie Zofii Szleyen wydane w wyborze Dziwadła i makabrydy z 1975), Słowa Boże (polski przekład Stanisława Hebanowskiego, który wystawił tę sztukę w Poznaniu, dzieło przełożył także Carlos Marrodán Casas) a także w powieściach, m.in. Tyran Banderas (1925, wyd. pol. 1973). Jest również autorem powieści La corte de los milagros (1927), Viva mi dueño (1928) oraz niedokończonej Baza de espadas (wyd. pośmiertnie 1958). Jego utwory były krytyczne wobec tradycji i rzeczywistości, co łączyło je z twórczością pisarz Pokolenia 1898. Z początku był zwolennikiem karlistów, a później sympatykiem anarchizmu.